# تری، میسیسیپی
تری (به انگلیسی: Terry) شهرکی در ایالت میسیسیپی کشور ایالات متحده آمریکا است که جمعیت آن در سرشماری سال ۲۰۱۰ میلادی، ۱٬۰۶۳
نفر بوده‌است.